# Den Jyske Hingst
Den Jyske Hingst er en ca. 6,5 meter høj bronzeskulptur på Østervold i Randers, skænket af Jyske Hesteavlere og Randers By, udført af billedhuggeren Helen Schou og rejst i 1969. Den regnes, sammen med Rytterstatuen af Christian X i Århus, som en af Helen Schous hovedværker. Skulpturen udtrykker den store betydning, som hestemarkedet har haft for byens og egnens udvikling.

## Baggrund
Randers var for en større del af dens historie kendt som hestenes by blandt andet på grund af Jydske Dragonregiment, der havde haft garnison i Randers fra 1779 frem til 1953, hvor den første bataljon af "De Randers Dragoner" blev forlagt til Holstebro. Det gamle rytterregiment var allerede da blevet et panserregiment, hvilket medførte pladsmangel ved kasernen i Randers. I maj 1951 red regimentets chef for sidste gang i spidsen for sine dragoner gennem Randers by.
3. udgave af Trap Danmark skrev følgende om udbredelsen af heste i Randers:
| “ | Af Husdyr fandtes [den 15. juli] 1898: 30,583 Heste [og] 109,862 Stkr. Hornkvæg (deraf 64,730 Malkekøer) [...] Husdyrbestandens Værdi opgjordes til 29,3 mill. kr. [...] Sættes Værdien i Forhold til Folketallet, staar [Randers] øverst [blandt alle Amter] [...] Den store Værdi af Husdyrbestanden skyldes navnlig det store Antal Heste - flere end noget andet Amt i Landet -, hvor navnlig de yngste Aldersklasser ere talrigt til Stede, hvilket tyder paa stærkt Tillæg som Salgsvare [...] Af bedækkende Handyr høre de fleste til jysk Race. | ” |

Hestemarkederne i Randers havde i slutningen af 1940'erne over 2000 heste, men var hovedsageligt ovre i slutningen af 1950'erne.

## Udførelse af skulpturen
Et af forstudierne til Den Jyske Hingst var en 50 cm høj figur af en hest fra 1949 i patineret bronze med en sokkel af egetræ. Figuren er omtalt som Bryggerhesten, fordi arbejderne på Ceres samlede penge ind og forærede den til bryggeriet.
Helen Schou havde nogle år før bestillingen på Den Jyske Hingst færdiggjort Rytterstatuen af Christian X, hvilket tog 12 år, og havde derfor en vis betænkningstid før hun i 1959 skrev hun under på kontrakten med Randers. Den 16. oktober 1961 besluttede Randers byråd at flytte statuen Iguanbryderne, der oprindeligt var opstillet på pladsen i 1908, fra Østervolds nordlige del til foran Randers Stadions indgang, for at gøre plads til den kommende statue.
I 1962 besøgte Helen Schou nogle måneder en række danske dyrskuer for at finde en model til heste-skulpturen, før hun den 30. juni 1962 fandt en 4-årig jysk fløjhingst ved navn "Høj", som hun omgående købte af bestyrer Holger Madsen fra Tommerup Højskole. For at lave skulpturens gipsafstøbning fik Helen Schou opført et særlig stort atelier i haven ved sit hjem på Strandvejen. Skulpturen blev støbt i et bronzestøberi i Vestberlin, hvor Hermann Noack var ansvarlig for støbningen af den 4,5 tons tunge statue. Skulpturen var færdigstøbt den 3. november, hvorefter den blev transporteret til Randers ombord på det tyske fragtskib MV Ardea. Den blev losset med en kran fra BMS, der flyttede statuen op på kajen. Omkring klokken 1 om natten blev den placeret på soklen, der var opført af sten fra byens gamle fortovskantning.. Den kunne nu den 22. november blive afsløret. Værket endte med at koste omkring 600.000 kroner.
Skulpturen er udført efter klassiske principper for afbildning af heste, der går tilbage til Leonardo da Vincis Gran Cavallo.

## Eftertid
I 1977 afsløredes endnu en bronzestatue med et heste-motiv, udført af Helen Schou og placeret i Randers, nemlig Hest overfaldes af slange, der er ca. 1,75 meter høj og står på Torvet i Vestergade. I forhold til Den Jyske Hingst beskrives den som "langt mindre monumental" og "yndefuld".
Den 19. juni 2010 afslørede borgmesteren i Randers en 4,5 cm høj kopi af skulpturen, som efterfølgende blev flyttet til en vindueskarm i byrådssalen, hvorfra den kunne skue ud over torvet.
Den 27. november 2015 forærede Randers Handelsråd en kopi af skulpturen, af samme format og udformning som originalen, men lavet af metalwire og beklædt med julelys. Den var produceret i Slovakiet med firmaet MK Illumination i Ringsted som leverandør, og med bidrag fra Randers Havn, Spar Nord Bank, vognmand Erling Andersen, samt ingeniørfirmaet Reeholm og Bredal. Instalationen blev efterfølgende bugseret i Randers havn. Den blev senere flyttet til pladsen mellem Søndergade og Randersbro.
Den 4. marts 2019 gik 15 jyske hingste efter en kåring op ad Østervold, hvor de opstilledes ved statuen.

## Udstillingen HELEN SCHOU - monumenternes kvinde
Den 5.-6. august 2020 skabte kunstnergruppen Dirty Go Clay Band et fællesværk med heste i ler inspireret af Den Jyske Hingst, med deltagelse af børn og voksne på Østervold i Randers. Det skete som optakt til særudstillingen "HELEN SCHOU" på Randers Kunstmuseum, hvor værket er udstillet i Kunstlaboratoriet.
Fra den 27. september 2020 til den 7. marts 2021 var der en retrospektiv udstilling på Randers Kunstmuseum, kaldt "HELEN SCHOU - Monumenternes kvinde", med afsæt i Schous arbejde med Den Jyske Hingst. Den 25. november 2020 var der et foredrag om Helen Schou.

## Statuen som vartegn
Den Jyske Hingst er nævnt som et vartegn for Randers i lighed med Krukken i Gudenåen, Sven Dalsgaards nøgle på Værket, regnskovens kupler, og Niels Ebbesens statue. Den Jyske Hingst som et vartegn for Randers er blevet sammenlignet med Den lille havfrues status som vartegn for København.
I Randers danser studenter om to af byens vartegn: Den Jyske Hingst og Niels Ebbesens statue.
Den Jyske Hingst er blevet associeret med Randers FC, fordi deres logo, en vrinskende hest, muligvis er inspireret af skulpturen. Klubben har derudover kaldenavnet "de blå heste", mens "vi her hestene" er en klubsang.